# قورد (حديبو)

تعديل مصدري - تعديل

قورد هي إحدى قرى مديرية حديبو التابعة لمحافظة سقطرى، بلغ تعداد سكانها 53 نسمة حسب تعداد اليمن لعام 2004.